# Báthori András (püspök)
Báthori András (feltehetően Bátori írásmóddal; ? – 1345 nyara) váradi püspök (1329–1345) a Gutkeled nemzetségből.

## Élete
Bátori Bereck fiaként született. 1321-ben váradi kanonok, 1325-ben budai prépost és királyi alkorlátnok, 1329-ben váradi püspök lett. Ő volt az utolsó váradi püspök, akit a káptalan választott meg. Püspöki tisztségét haláláig töltötte be. Nagyvárad Velence nevű részén apácakolostort alapított. Károly Róbert híveként 1333-ban vele tartott Nápolyba, ahol András herceget eljegyezték Johanna hercegnővel.
Kibővíttette Nagyvárad első székesegyházát, majd 1342-ben köréje az azt teljesen magábafoglaló új csúcsíves székesegyházat kezdett építtetni.